# Anggut Dalam
Anggut Dalam is een bestuurslaag in het regentschap Bengkulu van de provincie Bengkulu, Indonesië. Anggut Dalam telt 1722 inwoners (volkstelling 2010).